# As-Salihijja al-Dżadida
As-Salihijja al-Dżadida (arab. الصالحية الجديدة) – miasto w Egipcie, w muhafazie Asz-Szarkijja. W 2006 roku liczyło 18 957 mieszkańców.